# Federação Portuguesa de Ciclismo
A União Velocipédica Portuguesa – Federação Portuguesa de Ciclismo (UVP–FPC) MHIH é uma entidade desportiva que regulamenta o ciclismo em Portugal. Foi fundada a 14 de dezembro de 1899 e está filiada na União Ciclística Internacional (UCI) e na União Europeia de Ciclismo (UEC).

## História
Fundada a 14 de dezembro de 1899 sob a denominação União Velocipédica Portuguesa, teve como comissão instaladora os membros Bernardo Homem Machado de Figueiredo de Abreu Castelo Branco, 2.° Conde de Caria (presidente), A. Magalhães Peixoto (tesouraria), Anselmo Sousa (vice-presidente), Carlos Callixto (secretário), Alfredo da Costa Campos (vogal), Jaime Neves (vogal) e Luís Magalhães Fonseca (vogal). A 1 de Janeiro de 1944 passou a designar-se Federação Portuguesa de Ciclismo (UVP-FPC).
A 29 de novembro de 2019, foi agraciada com o grau de Membro-Honorário da Ordem do Infante D. Henrique.

## Presidentes
| Nome                                                                             | Retrato | Mandato                             |
| -------------------------------------------------------------------------------- | ------- | ----------------------------------- |
| Bernardo Homem Machado de Figueiredo de Abreu Castelo Branco, 2.° Conde de Caria |         | dezembro de 1899 – março de 1911    |
| José Pontes                                                                      |         | 1911 – 1912                         |
| António Nunes Soares Júnior                                                      |         | 1913 – 1914                         |
| J. J. Mendes Arnaut                                                              |         | 14 de maio de 1914 – março de 1929  |
| Carlos Alberto Simões                                                            |         | abril de 1929 – junho de 1929       |
| Mário Nunes de Carvalho                                                          |         | setembro de 1929 – dezembro de 1929 |
| Vítor Alves                                                                      |         | janeiro de 1930 – abril de 1930     |
| Pedro José de Moura                                                              |         | maio de 1930 – 27 de junho de 1930  |
| Benvindo Cardoso                                                                 |         | 1931 – 1933                         |
| Álvaro de Oliveira                                                               |         | 1934/35 – 1938/39 – 1949            |
| Raul Vieira                                                                      |         | 1935 – 1936                         |
| Manuel Mota                                                                      |         | 1945                                |
| Pita Castelejo                                                                   |         | (?)                                 |
| Vicente Paulo Martins                                                            |         | 1955 – 1966                         |
| Idalino de Freitas                                                               |         | 1967 – 1973/74 e 1975 – 1976        |
| Fiel Farinha                                                                     |         | 1974                                |
| Mário Ferreira                                                                   |         | 1976 – 1983                         |
| Henrique Castro                                                                  |         | 1984 – 1992                         |
| Artur Manuel Moreira Lopes                                                       |         | dezembro de 1992 – 2012             |
| Delmino Albano Magalhães Pereira                                                 |         | Desde 2012                          |

## Emblemas

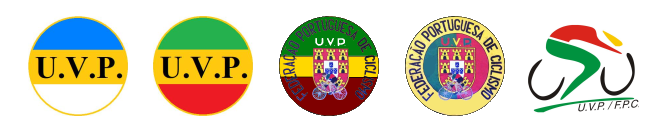
Evolução histórica do emblema da UVP-FPC

Ao longo da sua existência, a Federação possuiu diversos emblemas e insígnias, que corresponderam às diversas épocas históricas, realidades sociais e enquadramentos políticos. Assim, a primeira insígnia foi adotada no ano de 1900, onde realçam as cores da bandeira nacional da altura, o azul e branco em duas faixas horizontais, inseridas num círculo com rebordo dourado e separadas por uma faixa também dourada, onde sobressaem as iniciais (U.V.P.) da então designada União Velocipédica Portuguesa. Com a implantação da República em 1910 e já sob a vigência do presidente Dr.José Pontes (1911), o emblema mantém-se com a mesma configuração, mas alterando as cores monárquicas para o verde e vermelho da nova bandeira republicana. Em 1944, com a adoção da designação de Federação Portuguesa de Ciclismo (UVP-FPC), é acrescentado o escudo nacional no meio e a figura de um ciclista e a inscrição da nova designação em todo o bordo do emblema. Nos anos 50-60, o emblema sobre nova metamorfose, passando as cores da bandeira a serem representadas verticalmente, orladas por um círculo amarelo com a inscrição do nome. Já no Séc.XXI (2000), é criado novo logo-tipo, que vigora ainda hoje, com uma representação moderna e estilizada de um ciclista com as cores nacionais e a as iniciais UVP-FPC sob o mesmo.